# Де Джорджи, Сальваторе
Сальваторе Де Джорджи (итал. Salvatore De Giorgi; род. 6 сентября 1930, Верноле, королевство Италия) — итальянский кардинал. Титулярный епископ Туланы и вспомогательный епископ Орьи с 21 ноября 1973 по 29 ноября 1975. Коадъютор с правом наследования епархии Орья с 29 ноября 1975 по 17 марта 1978. Епископ Орьи с 17 марта 1978 по 4 апреля 1981. Архиепископ Фоджы, Бовино и Тройи с 4 апреля 1981 по 30 сентября 1986. Архиепископ Фоджа-Бовино с 30 сентября 1986 по 10 октября 1987. Архиепископ Таранто с 10 октября 1987 по 11 мая 1990. Архиепископ Палермо с 4 апреля 1996 по 19 декабря 2006. Апостольский администратор Палермо с 19 декабря 2006 по 10 февраля 2007. Кардинал-священник с титулом церкви Санта-Мария-ин-Арачели с 21 февраля 1998.